# Беккум
Беккум (нім. Beckum) — місто в Німеччині, знаходиться в землі Північний Рейн-Вестфалія. Підпорядковується адміністративному округу Мюнстер. Входить до складу району Варендорф.
Площа — 39 км2. Населення становить 36 637 ос. (станом на 31 грудня 2020).